# سنگ‌کشی مسطح

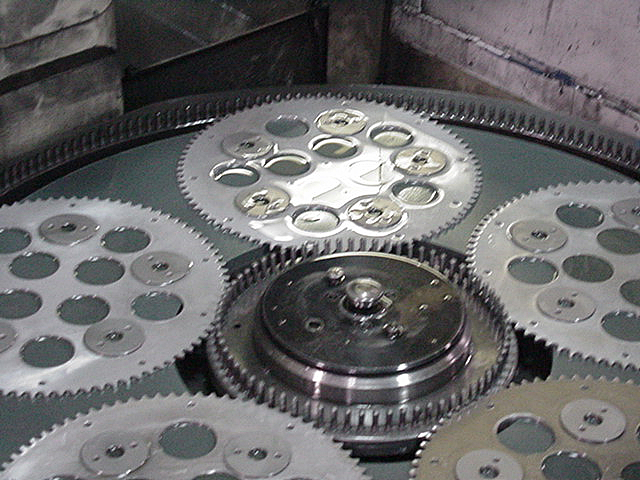
دستگاه سنگ‌کشی مسطح

سنگ‌کِشی مُسطح (به انگلیسی: Flat honing) یک فرایند سنگ‌کشی فلزکاری است که برای تهیه سطوح صاف با کیفیت بالا و اصلاح دقت ابعادی استفاده می‌شود. این فرایند ترکیبی از سرعت سنگ‌کشی یا تراشکاری با دقت لیسه‌زنی است. همچنین تحت اصطلاح لیسه‌زنی با سرعت بالا و سنگ‌کشی با دقت بالا شناخته می‌شود.

## منشأ اصطلاح

شماتیک دستگاه سنگ‌کشی مسطح: 1. صفحه حامل 2. قطعه کار 3. حلقه بیرونی 4. حلقه داخلی رانده شده 5. چرخ سنگ‌کشی

این اصطلاح از تراشیدن استوانه‌ها و سوراخ‌ها گرفته شده‌است. در این فرایند قطعه ای با سطح صاف تهیه می‌شود، از این رو کلمه مسطح (به انگلیسی: flat) به کار می‌رود و از کلمه سنگ‌کشی (به انگلیسی: honing) استفاده می‌شود چون سرعت برش در مقایسه با سنگ‌کشی کم است. ساینده ثابت باعث ایجاد دقت بالاتر و ظاهر براق در سطح پایانی می‌شود. گاهی به این فرایند سنگ‌کشی ریز یا سنگ‌کشی سطحی با استفاده از دینامیک سیاره ای نیز می‌گویند.

## تاریخچه
این فناوری نسبتاً جدید به حساب می آید و در دهه ۱۹۸۰ ظاهر شده‌است. در صنعت، سنگ‌کشی مسطح با سرعت فزاینده ای جایگزین لیسه‌زنی برخی از کاربردها می‌شود. فرایند سنگ‌کشی مسطح نتیجه ای معادل با همان کیفیت را می‌دهد، اما کاهش قابل توجهی در هزینه‌های تولید هر قطعه در پی دارد. این فرایند بدون لرزش و بسیار صلب است. علاوه بر افزایش سرعت و از بین بردن ماده از هر دو طرف به‌طور همزمان، هر گونه تنش داخلی مانند خم شدن را نیز از بین می‌برد. سرانجام، سایش ۱۰–۲۰ برابر سریعتر از لپینگ سنتی اتفاق می‌افتد. کاهش زمان فرایند و سهولت تمیز کردن قطعهٔ کارشده باعث کم شدن هزینه‌ها می‌شود. در این فرایند رعایت نسبت بهینه بین طول سنگ سنگ‌کشی و عمق سوراخ قطعه کار اهمیت بسیاری دارد. واحد سنجش دقت این فرایند میکرومتر است و برای قطر بین ۱ تا ۲۰۰۰ میلی‌متر و طول ۲۴ متر قابل اجرا می‌باشد.
با این وجود، بیشتر قطعات به‌طور مستقیم و بدون هیچ عملیاتی (تف‌جوشی، تزریق، پانچ، اره‌کاری یا موارد مشابه) با تحمل و دقت بسیار بالا (صافی و زبری) خود به خود پردازش می‌شوند.

## روش‌ها
حذف مواد با استفاده از لبه‌های برشی که از لحاظ هندسی تعریف نشده‌اند (دانه بند) و در چرخ‌های بزرگ کار با یک لایه نازک ساینده نگه داشته می‌شوند، انجام می‌شود. قطعه‌های کار در حامل‌های دندانه دار (پلاستیک، فولاد) نگهداری می‌شوند که توسط دو حلقه پین افقی هدایت می‌شوند. سطح کامل قطعه کار در تماس مداوم با یک چرخ ساینده است. هر قطعه درون یک صفحه نگهدارنده کار نگه داشته می‌شود. پس از بارگیری تمام قطعات، سیلندر چرخ بالایی را در تماس مستقیم با قطعه‌های کار در ضخامت مورد نظر پایین می‌آورد. همان‌طور که چرخ پایین و چرخ بالا به‌طور مستقل می‌چرخند، صفحات نگهدارنده کار نیز مانند اسپیروگراف در امتداد پین‌های داخلی و خارجی می‌چرخند و یک صفحهٔ کاملاً یکنواخت ایجاد می‌کنند. چرخ کار و حامل‌ها توسط حرکت‌های نسبی مختلف بین قطعه کار و چرخ ساینده هدایت می‌شوند.چرخش حلقه پین داخلی در برابر چرخ کار باعث ایجاد براده می‌شود. خود عملیات به‌طور مداوم (بیشتر با روغن) شستشو می‌شود تا اطمینان حاصل شود که چرخ کار تمیز به لجن سنگ‌کشی آلوده نمی‌شود.
دو نوع فرایند مختلف وجود دارد: ماشینکاری یک طرفه و دو طرفه.

## ساینده
بیشتر چرخهای کار حاوی دانه‌های ساینده الماس مصنوعی یا نیترید بور مکعبی (CBN) هستند. شکل دانه، پوشش دانه و اندازه دانه از دیگر اجزای مهم برای یک روند کار بهینه است.
ساینده با انجام حرکات رفت و برگشتی از سطح قطعه کار مقدار اندکی براده‌برداری نموده و ذرات ریز و برجسته قطعه کار را از بین می‌برد و همچنین حالت موجی سطوح براده‌برداری شده یا سنگ خورده را نیز برطرف می‌نماید. این عملیات سریع، با کمترین حرارت و اعوجاج یا پیچیدگی و خنک‌کنندگی فراوان صورت می‌گیرد

## چسب (پیوند)
این چسب همانند پیوند وظیفه دارد تا دانه‌های جدا جدا را کنار هم نگه دارد تا زمانی که خسته شود. نوع و مقدار اتصال دهنده مورد استفاده، هم بر روی سختی و هم بر خصوصیات ساینده چرخهای کار تأثیر می‌گذارد. زیاد شدن دانه ساینده را خود تراشی می‌نامند.

## چیدمان چرخ‌های سنگ‌کشی مسطح
سنگ‌کشی مسطح به یک چرخ متناسب با نوع مواد در حال سنگ‌کشی نیاز دارد. چرخ‌های تیزکاری صاف با لایه‌های کاملاً ساینده در دسترس هستند و می‌توان شیارهایی از هندسه‌های مختلف را برای افزایش حذف بهتر مواد ایجاد کرد. این ساینده‌ها روی صفحه فولادی ثابت می‌شوند. برای شیشه شدگی پیوندها چرخ‌های سنگ‌کشی مسطح، گلوله‌های گرد یا شش ضلعی هستند که به ورق فولاد با چسب مخصوص ثابت شده‌اند. از فضاهای بین گلوله‌ها یا بخشها برای کاهش تماس قطعه کار و چرخ ساینده و خنک و روان کردن فرایند استفاده می‌شود. انواع چرخ‌های سنگ‌کشی مسطح می‌توانند از نظر غلظت دانه و اندازه دانه در طول منطقه چرخ متفاوت باشند که منجر به ساییدگی یکنواخت چرخ کامل می‌شود.

## خنک‌کننده و گُرگرفتگی
وظیفه اصلی خنک‌کننده کمک به اتلاف گرما از موجودی خارج شده‌است. همچنین اصطکاک بین ساینده و قطعه کار را کاهش می‌دهد؛ بنابراین، خیس شدن مناسب، چسبندگی، فشار، مقاومت در برابر دما و محافظت در برابر خوردگی همه از عوامل انتخاب ماده خنک‌کننده هستند. روغن (بر پایه مواد معدنی یا استر) به عنوان محیط خنک‌کننده و گرگرفتگی ترجیحی استفاده می‌شود. از امولسیون‌های آب نیز ممکن است استفاده شود.

## موارد و اپلیکیشن‌های کاربردی
به دلیل تحمل نکردن تنش از طرف قطعات سست در حامل‌ها، تقریباً می‌توان هر ماده جامدی را سنگ‌کشی کرد. دامنه کاربرد از یک ماده نرم تا یک ماده بسیار سخت (پلاستیک ترموپلاستیک تا یاقوت کبود یا سرامیک) بسیار گسترده‌است. اجزای سازنده اکثر اندازه‌ها و اشکال را می‌توان به سرعت و به راحتی با این روش پردازش کرد.
به عنوان مثال قطعات پمپ پره ساخته شده از پلی فنیلن سولفید (PPS)، اینسرت سرامیکی ساخته شده از SiNi، شیشه‌های ساعت، ویفرهای LED یاقوت کبود، حلقه‌های بلبرینگ، پمپ‌های پره، فولاد چرخ دنده، حلقه‌ها، چرخ دنده‌ها، یاتاقان‌ها، چاقوهای برش و کاربید است.
سطح، مشابه به بخش متقاطع سنگ‌کشی معمولی است که منجر به خواص سوده‌شناسی خوب و زبری ظریف می‌شود. آسیب کم سطح زیرین تأثیر مثبتی در روندهای بعدی پرداخت (CMP، قلم زنی) خواهد داشت.
از این نوع سنگ‌کشی برای پرداخت نهایی دنده‌های چرخدنده‌های با کیفیت بالا نیز استفاده می‌شود. ابزار سنگ‌کشی معمولاً به شکل یک چرخ‌دنده داخلی بوده که با قطعه درگیر می‌شود. با دوران ابزار و قطعه و درگیری این‌دو، شکل و سطح دنده‌ها اصلاح می‌گردد که منجر به افزایش عمر و درگیری بهتر و کاهش صدای چرخدنده‌ها هنگام کار می‌شود. تفاوت این روش با سنگ‌زنی چرخ‌دنده‌ها صافی سطح بالاتر و سریع‌تر بودن سنگ‌کشی است.

## مزایا
- براده برداری با کمترین حرارت و اعوجاج یا پیچیدگی
- ماشین‌کاری سریع و آسان
- سنگ‌زنی داخلی با هزینه پایین
- تضمین دقت هندسی ابعاد
- صافی سطح مطلوب
- سایش سریع قطعه
- براده‌برداری بدون افزایش دما[۳]

## برای مطالعهٔ بیشتر
- فرایندهای ساخت مدرن توسط جیمز A. براون